# Línia 7 de l'autobús urbà de Girona
La Línia 7 (L7) o línia Torre Gironella - Can Gibert del Pla - Hospital de Salt, és una línia d'autobús urbà regular de la ciutat de Girona integrada a la Zona 1 de l'ATM de l'Àrea de Girona, titularitat de l'Ajuntament de Girona i gestionada per TMG. Aquesta transcorre per Girona i per Salt a demanda per anar fins a l'Hospital Santa Caterina.

## Horaris
| L7                      | Primer servei      | Primer servei         | Darrer servei      | Darrer servei         |
| L7                      | A: Torre Gironella | A: Can Gibert del Pla | A: Torre Gironella | A: Can Gibert del Pla |
| Feiners (Excepte agost) | 07:00              | 07:30                 | 21:45              | 21:30                 |
| Dissabtes               | 07:00              | 07:30                 | 21:00              | 21:30                 |
| Feiners (Agost)         | 07:00              | 07:30                 | 21:00              | 21:30                 |

## Recorregut i parades
| Codi  | Parada                         | Correspondència  |
| ----- | ------------------------------ | ---------------- |
| 15221 | CAP Can Gibert del Pla         |                  |
| 15154 | C. Oirent - C. Campcardós      |                  |
| 15153 | C. Orient - Pg. d'Olot         |                  |
| 15159 | Pg. d'Olot, 9                  | L-4 L-9          |
| 15328 | Av. St. Narcís, 35             | L-4 L-5          |
| 15027 | Av. St. Narcís, 5              | L-4 L-5          |
| 15224 | C. Sta .Eugènia, 19 (La Punxa) | L-3 L-4 L-5      |
| 15182 | Pl. Poeta Marquina             | L-3 L-4 L-5      |
| 15344 | Gran Via Jaume I - Generalitat | L-1 L-2 L-5 L-11 |
| 15174 | Pl. Pompeu Fabra - Generalitat | L-1 L-6 L-11     |
| 15189 | C. Carme                       | L-6              |
| 15192 | Pujada de les Pedreres         |                  |
| 15383 | Pg. Fora Muralla, 11           |                  |
| 15168 | Pg. Fora Muralla, 16           |                  |
| 15134 | UdG Campus Barri Vell          |                  |
| 15405 | C. Muralla, 7                  |                  |
| 15404 | C. Muralla, 5                  |                  |
| 15339 | UdG Campus Barri Vell          |                  |
| 15357 | Pg. Fora Muralla, 18           |                  |
| 15384 | Pg. Fora Muralla, 12           |                  |
| 15170 | C. Regiment de Baza            |                  |
| 15193 | Hotel AC Palau de Bellavista   |                  |
| 15232 | C. Torre Gironella             |                  |
| 15234 | Pl. Torre Gironella            |                  |

| Codi  | Parada                         | Correspondència |
| ----- | ------------------------------ | --------------- |
| 15234 | Pl. Torre Gironella            |                 |
| 15233 | C. Torre Gironella             |                 |
| 15196 | Pujada Torre Alfons XII        |                 |
| 15195 | Hotel AC Palau de Bellavista   |                 |
| 15169 | C. Regiment de Baza            |                 |
| 15358 | Pujada de les Pedreres         |                 |
| 15359 | C. Carme                       | L-6             |
| 15219 | Av. St. Francesc, 4            | L-6 L-11        |
| 15340 | C. Àlvarez de Castro           |                 |
| 15345 | Pl. Marquès de Camps, 16       | L-2 L-3 L-4 L-5 |
| 15226 | C. Sta. Eugènia, 44 (La Punxa) | L-3 L-4 L-5     |
| 15225 | Pl. La Rodona                  | L-3             |
| 15119 | Pont del Dimoni                |                 |
| 15161 | Pg. d'Olot, 40                 | L-4 L-9         |
| 15220 | C. Sant Sebastià               |                 |
| 15221 | CAP de Can Gibert del Pla      |                 |